# Unterlüß
Unterlüß is een plaats in de Duitse deelstaat Nedersaksen. De plaats behoort tot de Landkreis Celle en was tot 2015 een zelfstandige gemeente. Sindsdien behoort Unterlüß, samen met Hermannsburg, tot de nieuw gevormde gemeente Südheide. Unterlüß telt 3486 inwoners (2014).

## Geografie
Unterlüß ligt aan de oostrand van het natuurpark Südheide, te midden van het 7500 ha grote Lüßwald. Dit is een gemengd bos met onder andere dennen, eiken en berken. Het bosgebied is een van de grootste aaneengesloten bosgebieden van Duitsland.

## Geschiedenis, economie

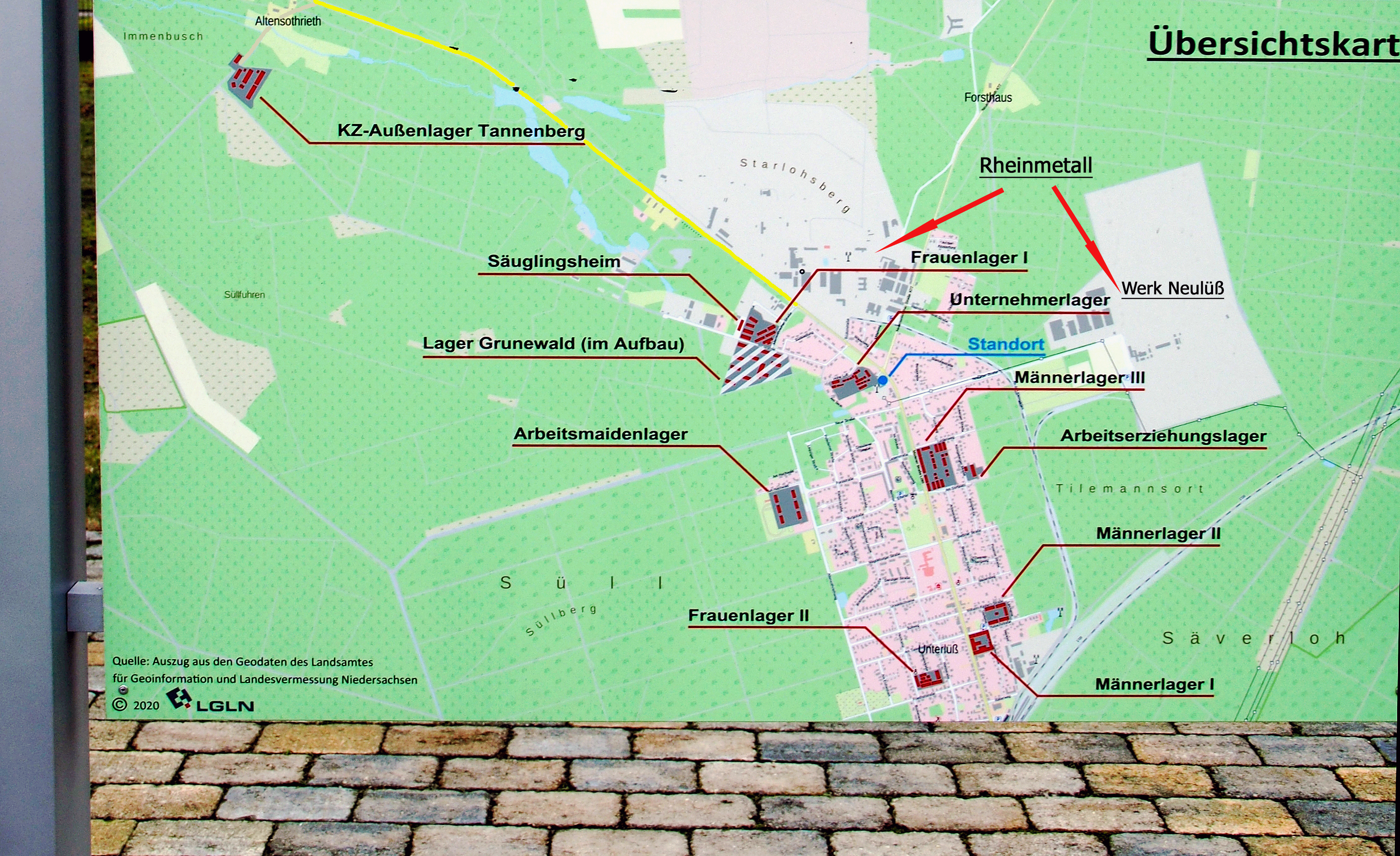
Voormalige nazi-kampen in Unterlüß; „Standort“ = Gedenkstätte - Männerlager III, thans een voetbalveld
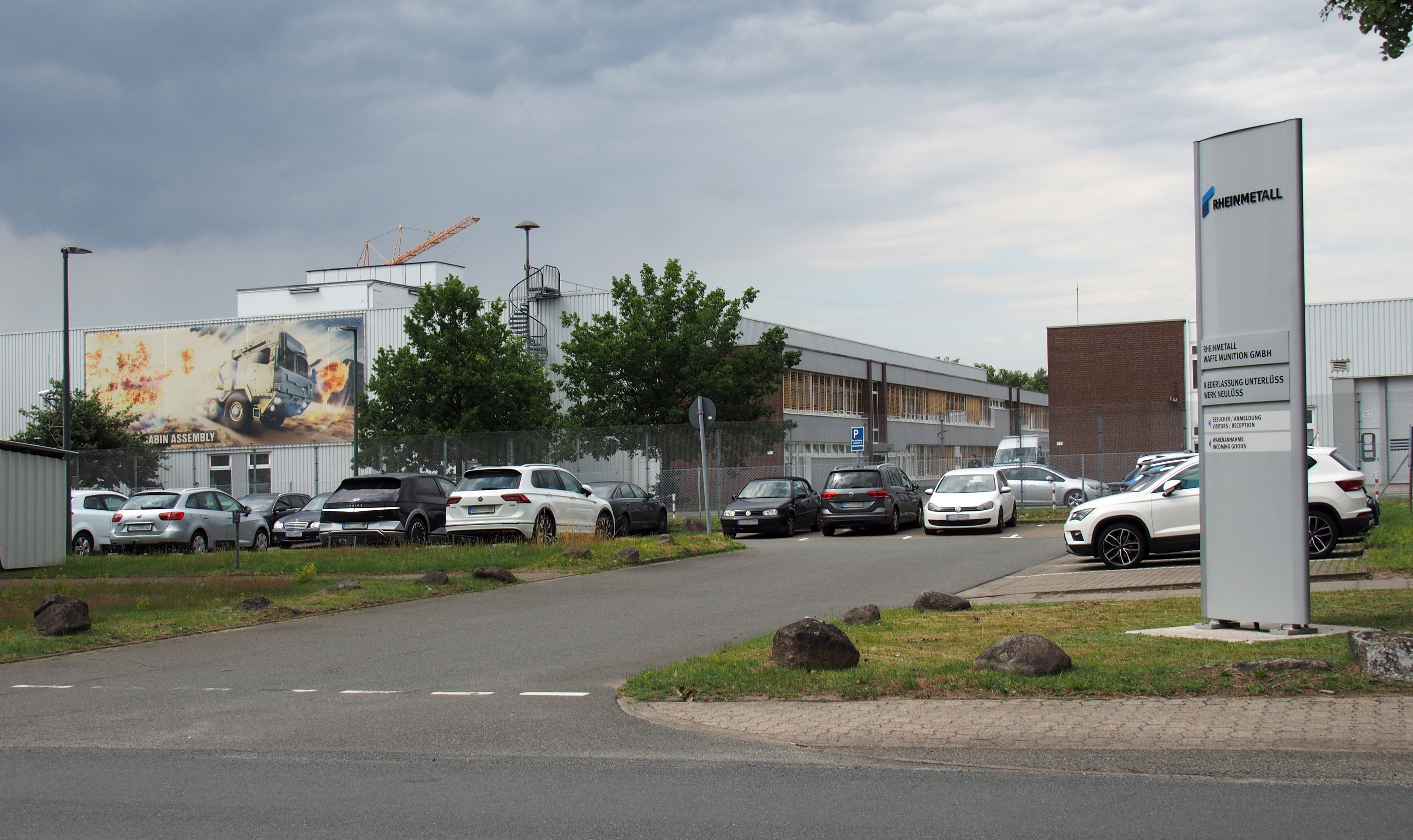
Rheinmetall Waffe Munition, fabriek Neulüß (2023)
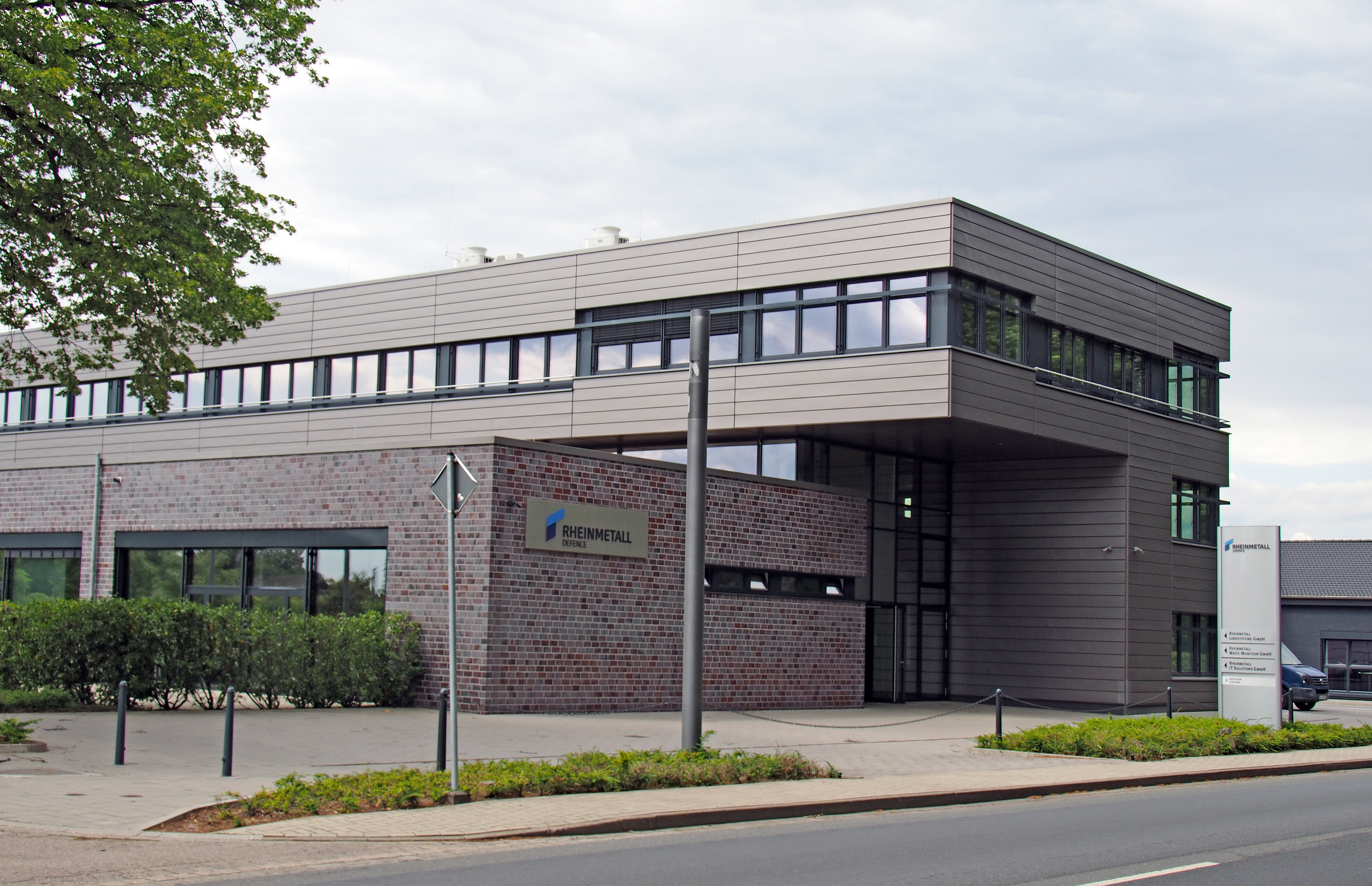
Kantoorgebouw van Rheinmetall Defence, Unterlüß (2023)

De plaats is in 1847 ontstaan door aanleg van de spoorlijn Hannover-Harburg en de bouw van een station aan deze lijn. Dit station is tot op heden in gebruik. In 1899 volgde de bouw van een fabriek en de aanleg van een schietterrein voor het bedrijf Rheinmetall in Unterlüß. De plaats werd in 1910 een zelfstandige gemeente, die in 2015 opging in de nieuwe gemeente Südheide.
Unterlüß, waar een fabriek voor legerbenodigdheden van Rheinmetall is gevestigd, werd in de periode van Adolf Hitlers Derde Rijk berucht door de aanwezigheid van verscheidene nazi-kampen. Daaronder was o.a. een  Außenlager van Concentratiekamp Bergen-Belsen, een van de beruchte Arbeitserziehungslager en een eufemistisch  Ausländerkinder-Pflegestätte  genaamd kamp, waar baby's en peuters van vooral Oost-Europese dwangarbeidsters werden "verzorgd". De als Untermenschen  beschouwde kindjes stierven in zo'n instelling massaal door opzettelijk slechte verzorging, voeding en hygiëne, in Unterlüß stierven er zeker 57. Ter gedachtenis aan de slachtoffers van deze oorlogsmisdaden en misdaden tegen de menselijkheid zijn na 1945 enkele monumenten opgericht.
De bedrijven van Rheinmetall bestaan nog steeds, en worden regelmatig vernieuwd. Er worden, onder toezicht van de Duitse regering, o.a. kanonslopen en munitie voor tanks, en sinds 2023 ook complete tanks geproduceerd. Aan de noordkant van Unterlüß ligt een testterrein voor dergelijke munitie van 10 x 1,2 kilometer. In april 2023 werkten er in totaal meer dan tweeduizend mensen. Sinds de Russische invasie van Oekraïne sinds 2022 in 2022 heeft Rheinmetall opdrachten voor de levering van militaire voertuigen, tanks en andere wapens gekregen van diverse West-Europese regeringen. De bedrijfsactiviteiten van Rheinmetall, maar ook de beveiligingsmaatregelen rondom dit bedrijf, zijn hierdoor drastisch toegenomen.
Een gedeelte van het Lüßwald, dat uit productiebos bestond, is bij de storm van 13 november 1972 voor het grootste deel omgewaaid.

## Politiek

### Voormalige gemeente
Tot de gemeente Unterlüß behoorden, naast de gelijknamige hoofdplaats, ook de volgende dorpen en nederzettingen:
- Altensothrieth en Neuensothrieth
- Lünsholz
- Lutterloh
- Neu-Lutterloh (naoorlogse wijk uit 1955).
- Neuschröderhof
- Schafstall
- Schröderhof
- Siedenholz
- Theerhof

Vanaf 2015 fuseerde de gemeente samen met Hermannsburg tot de nieuwe gemeente Südheide. De laatste burgemeester van de gemeente Unterlüß was Kurt Wilks van de CDU, die na de herindeling wel burgemeester bleef van de plaats Unterlüß. Axel Flader (CDU), de burgemeester van de voormalige gemeente Hermannsburg, werd burgemeester van Südheide.

## Bezienswaardigheden

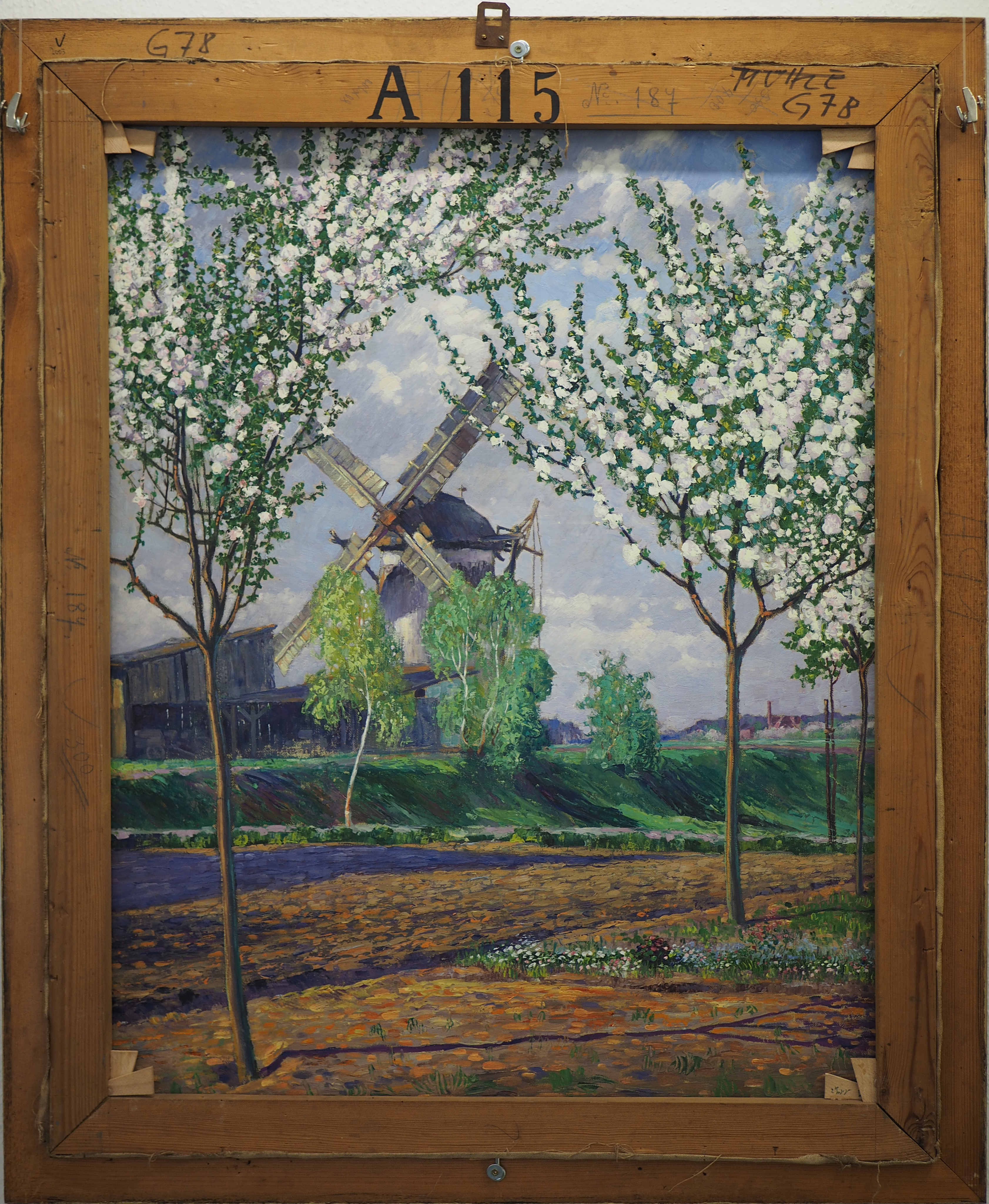
Albert König; Flohrmühle, Eschede
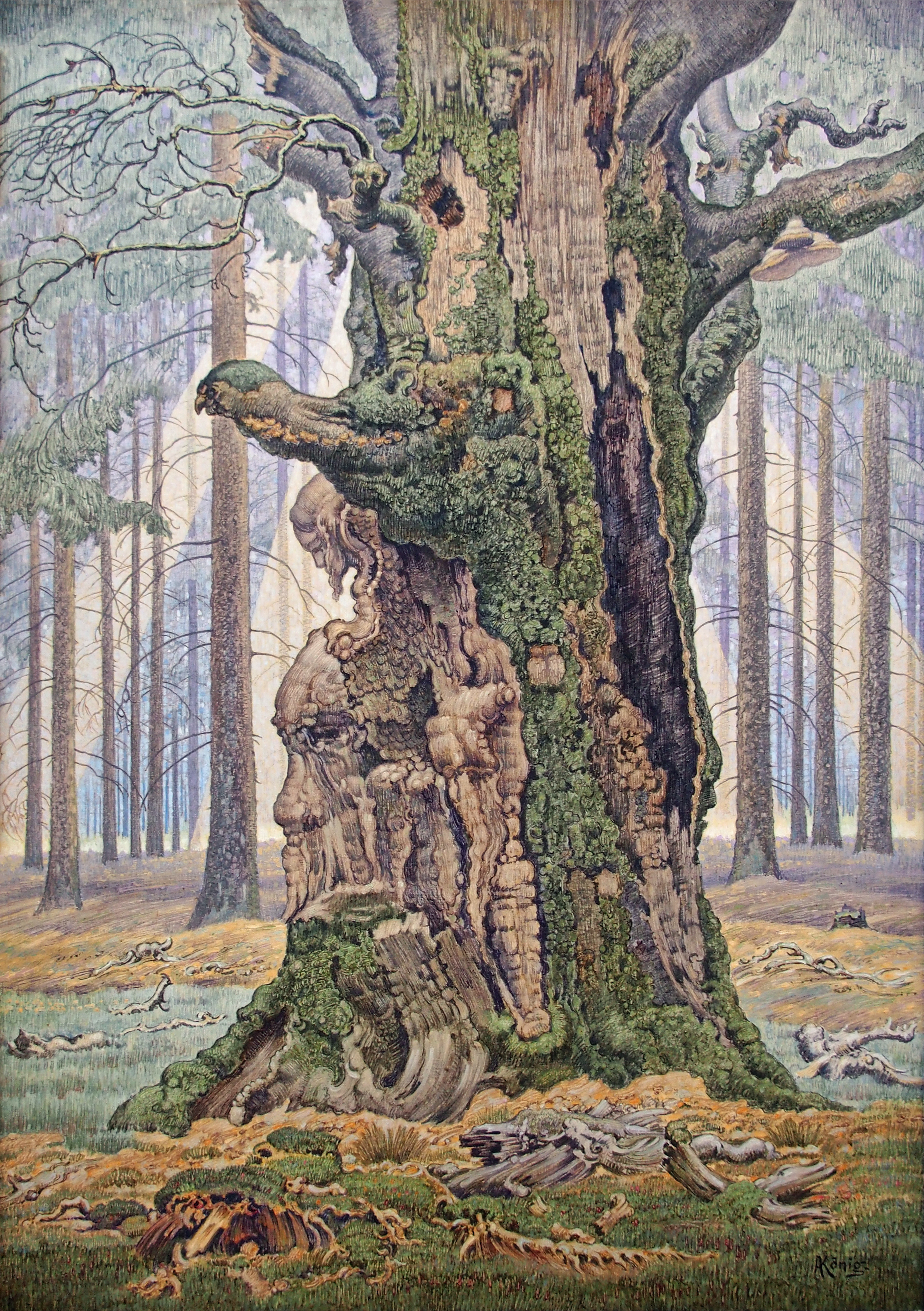
Albert König: Heilige beuk (1932)

- Albert-König-Museum - gewijd aan de Duitse schilder Albert König (1881-1944), die in Unterlüß overleed
- Op de website van de gemeente Südheide zijn onder Tourismus talrijke suggesties voor wandeltochten te vinden.

## Galerij

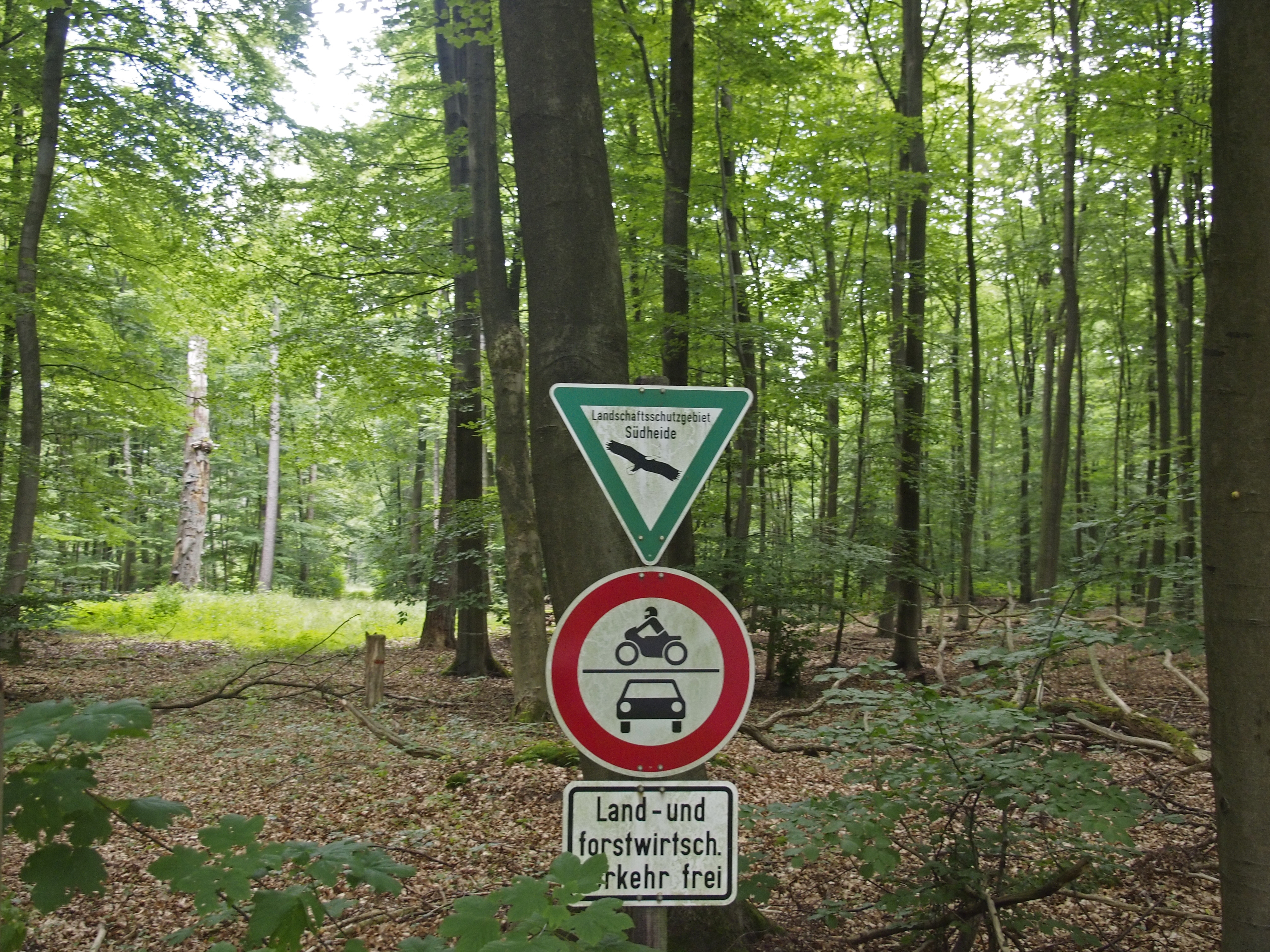
Pad in het Lüßwald
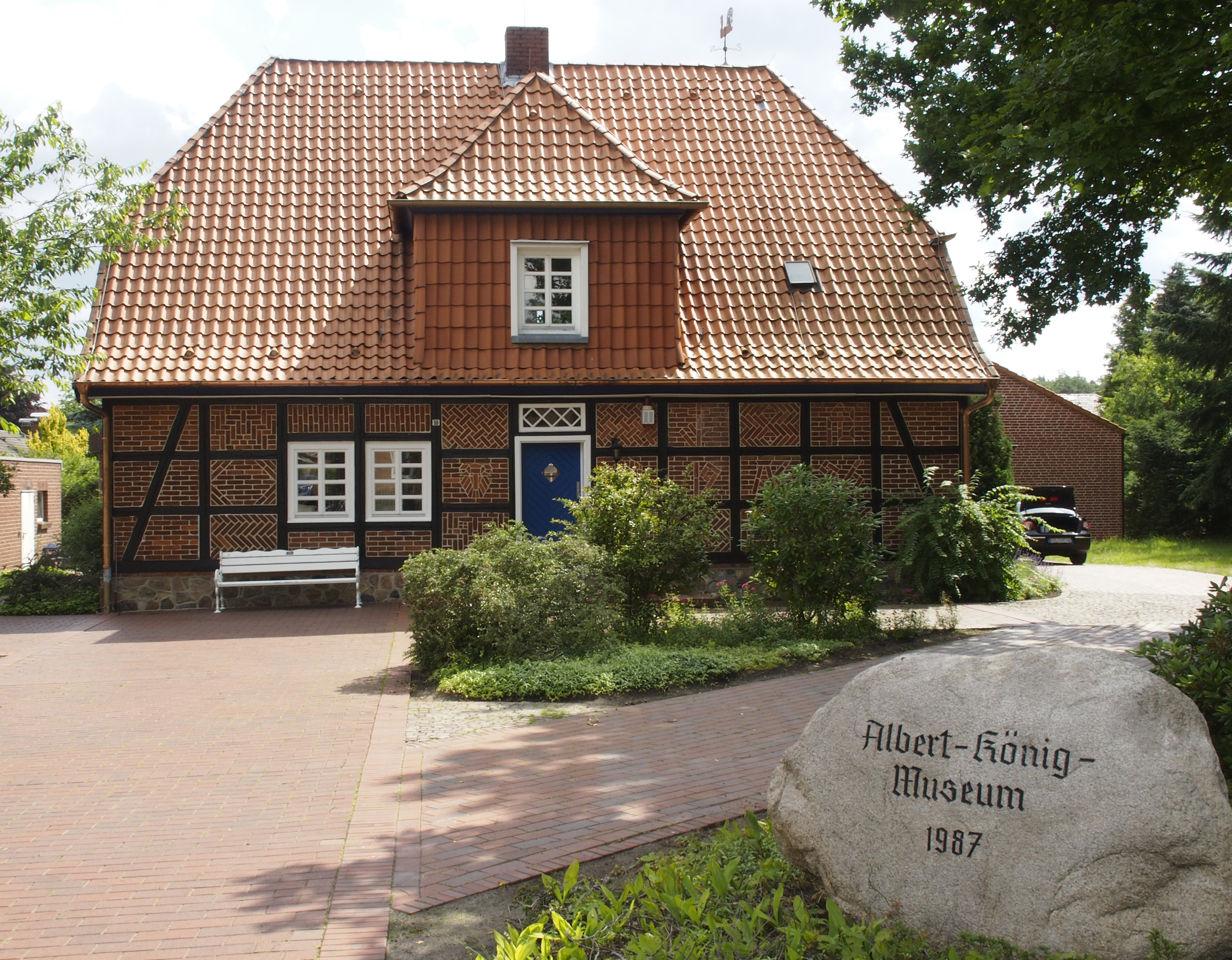
Unterlüß, Albert-König-Museum
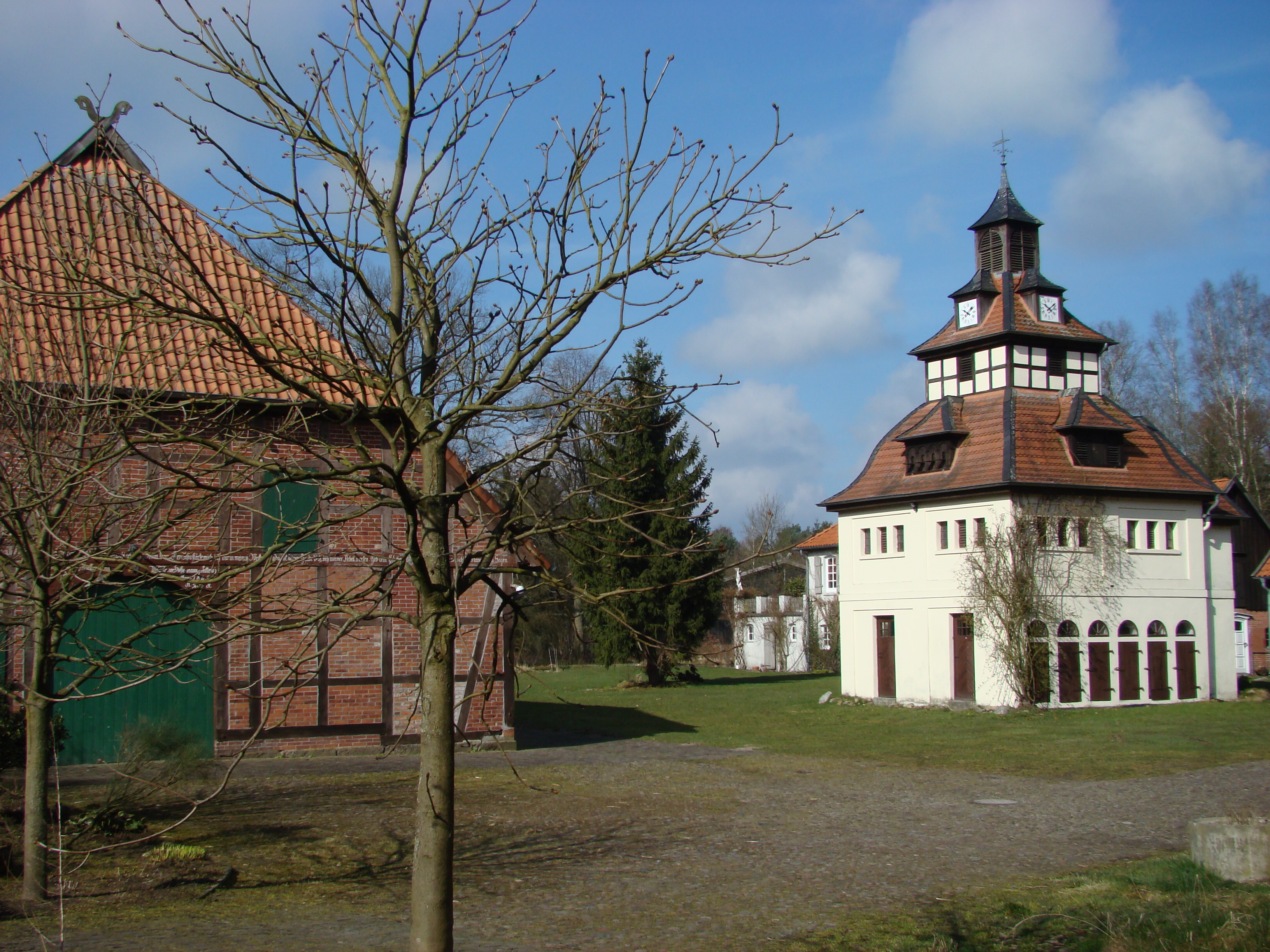
Lutterloh, boerderij met monumentale duiventil
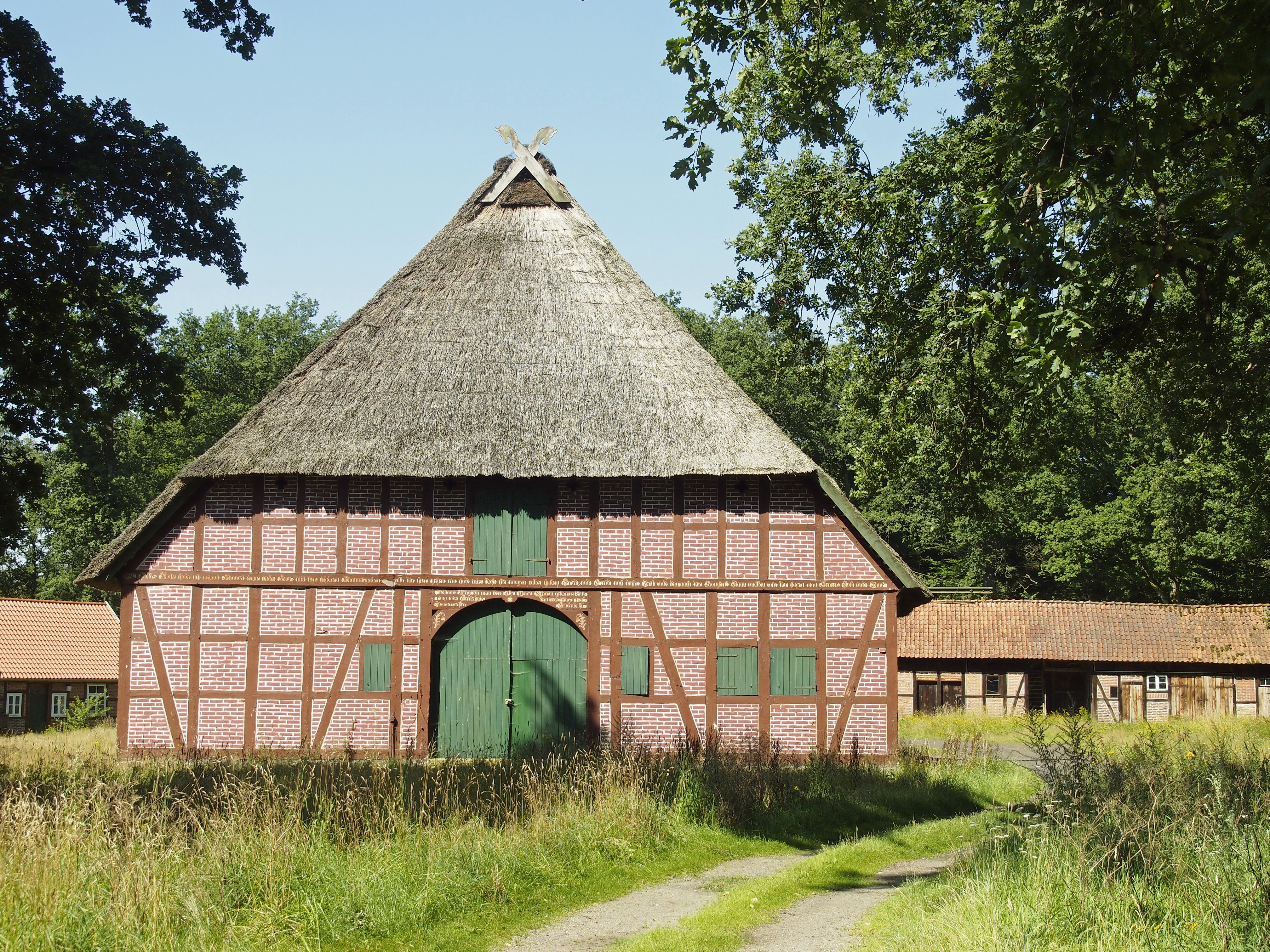
Altensothrieth, monumentale boerderij
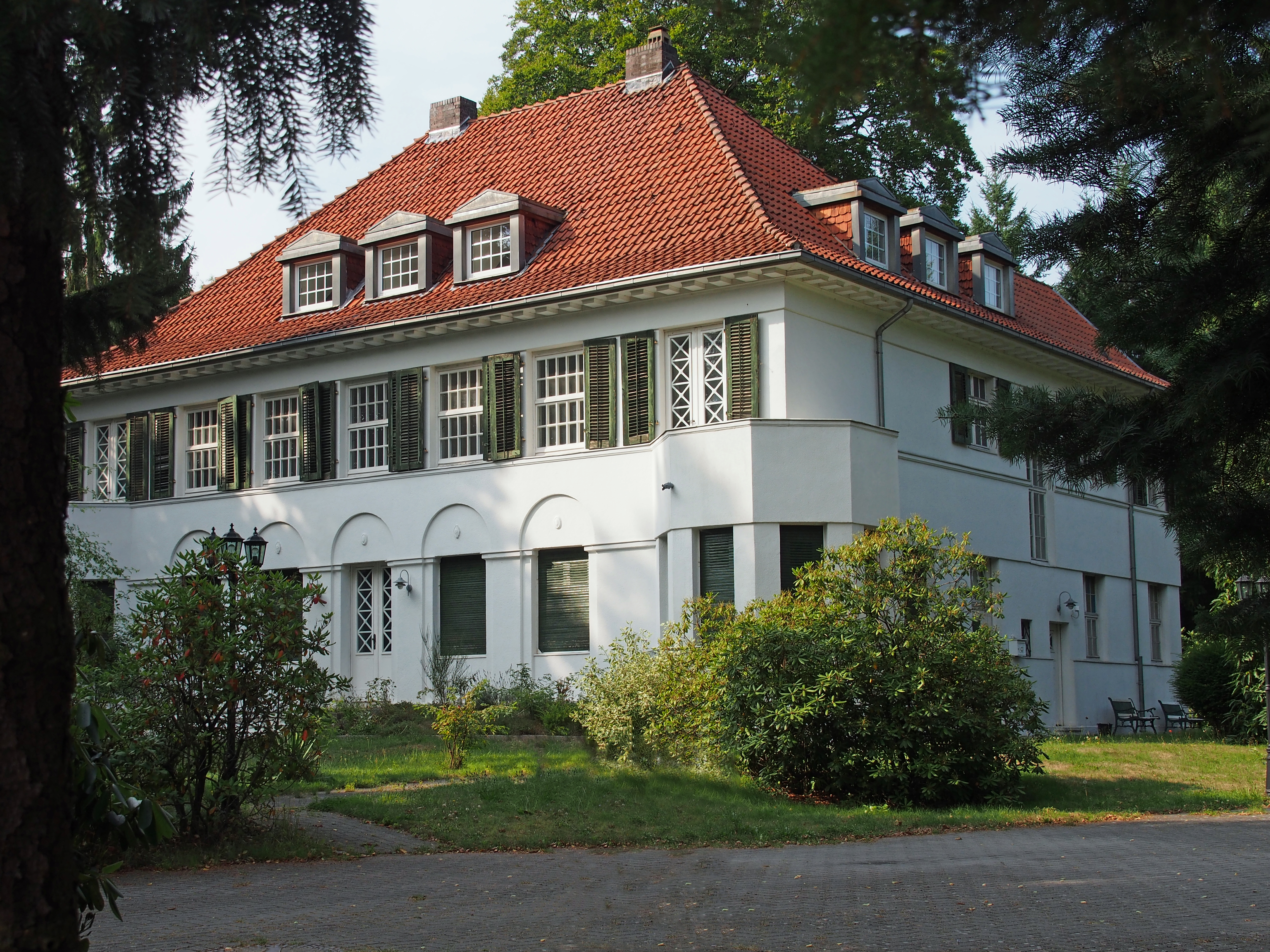
Unterlüß, monumentale villa
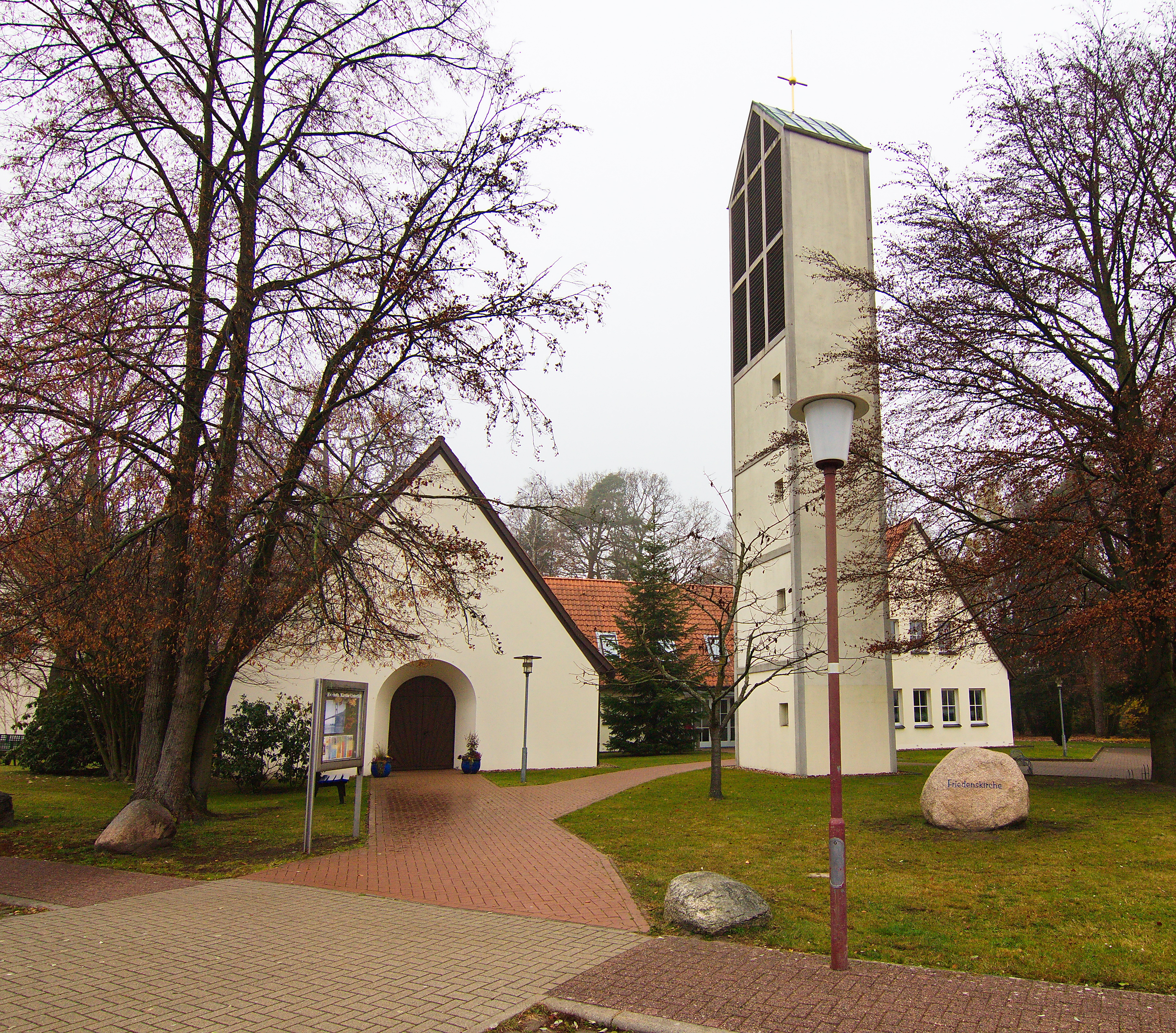
Unterlüß, Vredeskerk

- Gemeinsame Normdatei: 4292694-4
- Virtual International Authority File: 243121984
- WorldCat: E39PCjJQ6F3r97FYGdGcXQd3V3